# Stormyrhalstjärnen
Stormyrhalstjärnen är en sjö i Arvidsjaurs kommun i Lappland och ingår i Byskeälvens huvudavrinningsområde. Sjön har en area på 0,0827 kvadratkilometer och ligger 366,3 meter över havet.

## Delavrinningsområde
Stormyrhalstjärnen ingår i det delavrinningsområde (728419-166533) som SMHI kallar för Inloppet i Lill-Tjåkas. Medelhöjden är 388 meter över havet och ytan är 11,17 kvadratkilometer. Det finns inga avrinningsområden uppströms utan avrinningsområdet är högsta punkten. Vattendraget som avvattnar avrinningsområdet har biflödesordning 4, vilket innebär att vattnet flödar genom totalt 4 vattendrag innan det når havet efter 143 kilometer. Avrinningsområdet består mestadels av skog (55 procent) och sankmarker (36 procent). Avrinningsområdet har 0,61 kvadratkilometer vattenytor vilket ger det en sjöprocent på 5,4 procent.